# Bell 430
El Bell 430 es un helicóptero bimotor ligero-medio construido por Bell Helicopter. Es un desarrollo alargado y más potente del Bell 230, que, a su vez, está basado en el anterior Bell 222.

## Desarrollo
Mientras se desarrollaba el remotorizado Bell 222 como Bell 230, Bell comenzó en 1991 a trabajar en el diseño preliminar de un derivado alargado, con un rotor principal de cuatro palas. El 430 de Bell fue lanzado oficialmente en febrero de 1992, con dos prototipos modificados de Bell 230. El primero de ellos voló en su nueva configuración el 25 de octubre de 1994, y el segundo prototipo, con la aviónica completa del 430, voló por primera vez el 19 de diciembre de 1994.
La producción del Bell 230 terminó en agosto de 1995, y comenzó la producción de los 430. El primer 430 de producción fue completado ese mismo año. El certificado canadiense se adjudicó el 23 de febrero de 1996 y las entregas comenzaron a mediados de 1996.
El 24 de enero de 2008, Bell anunció planes para terminar la producción de su modelo 430 después de cubrir los compromisos solicitados para el año 2010. La producción terminó después de haberse completados 136 helicópteros, siendo el último de ellos entregado en mayo de 2008.

## Diseño

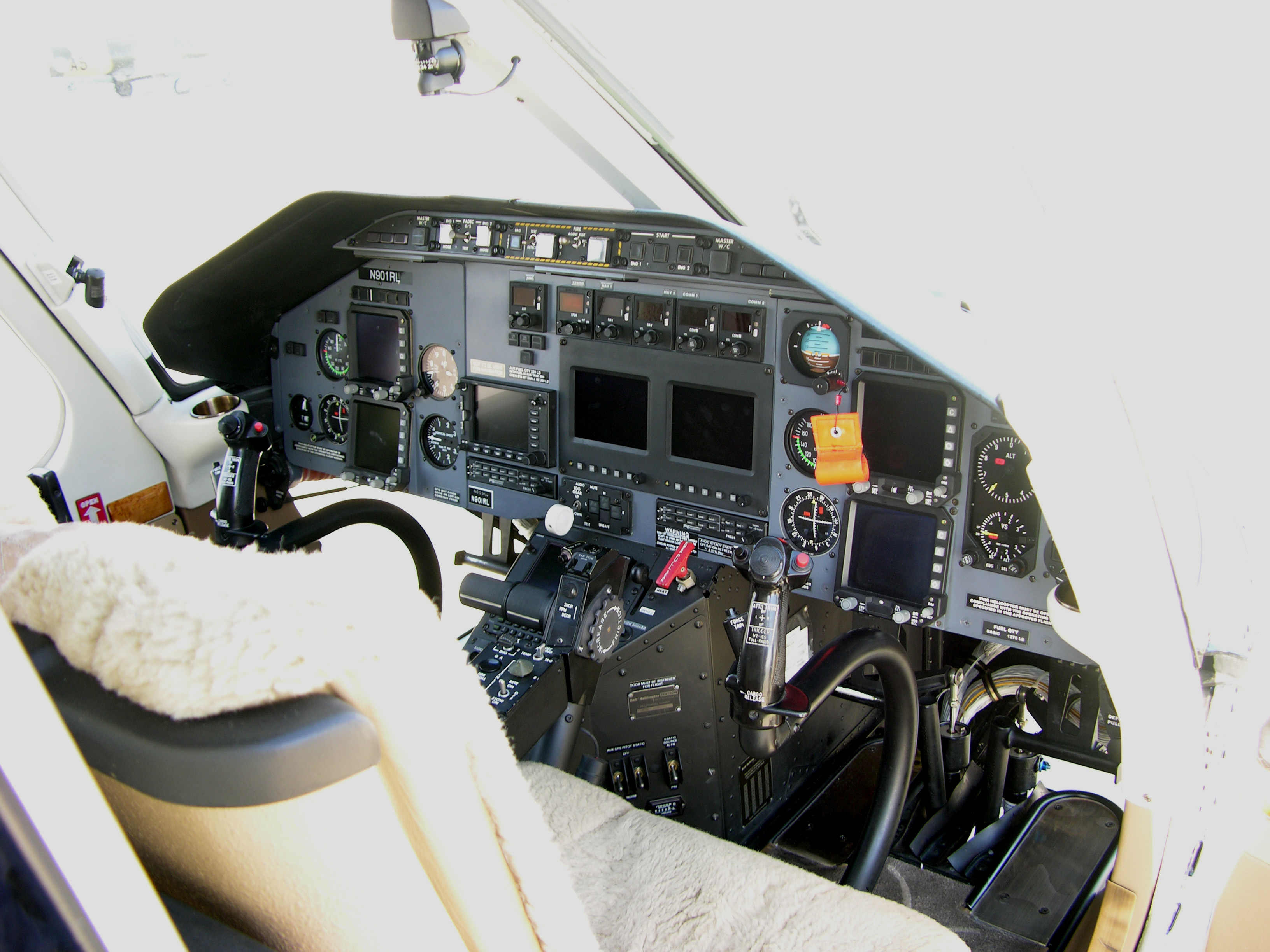
Cabina de un Bell 430.

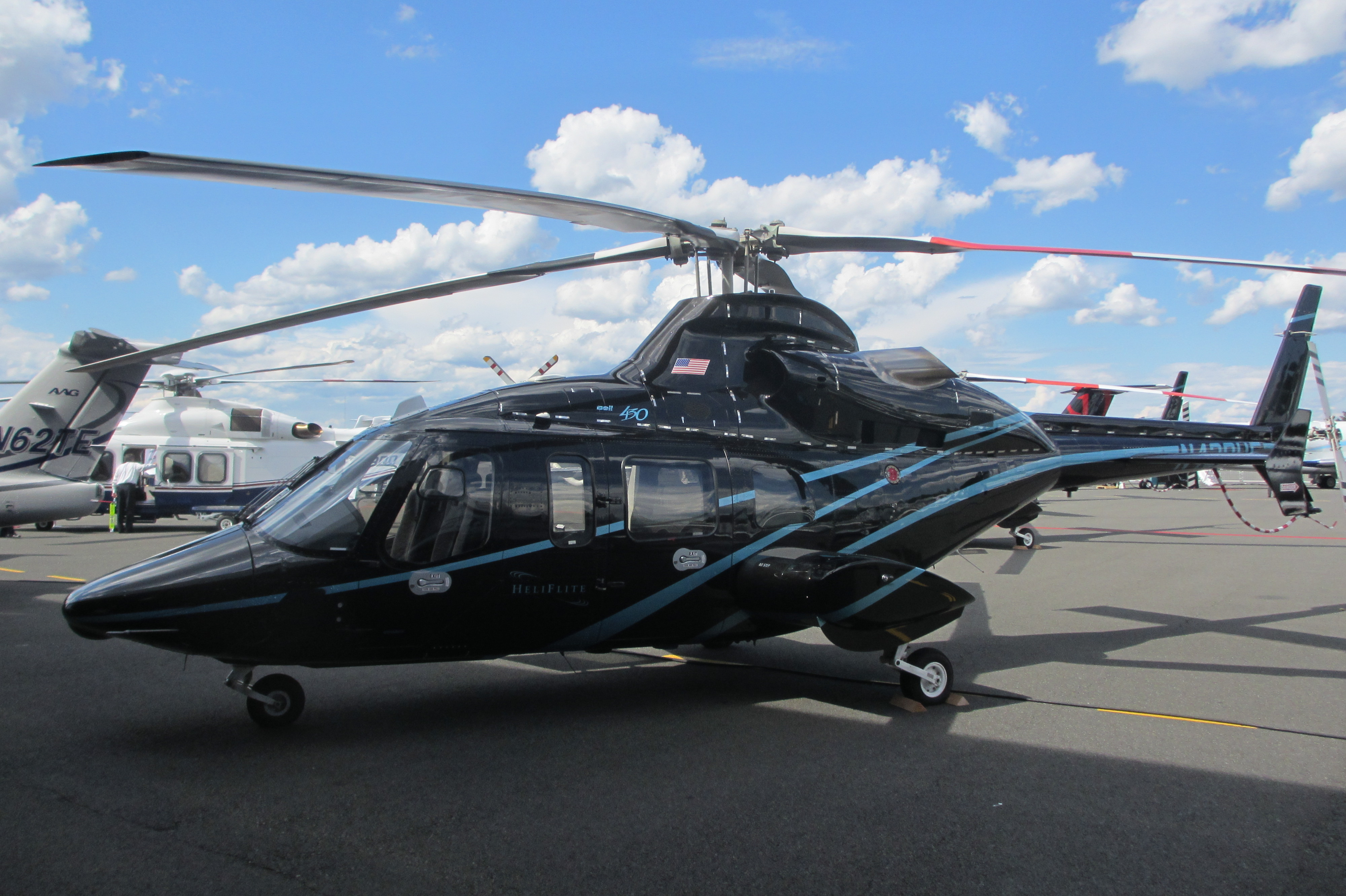
Bell 430.

El Bell 430 presenta varias mejoras significativas sobre el 230, la más importante de ellas es el nuevo rotor de materiales compuestos de cuatro palas sin articulación ni rodamientos. Aunque tanto el 230 como el 430 están propulsados por motores turboeje Rolls-Royce (Allison) 250, los motores del 430 son un 10% más potentes. Otros cambios incluyen un fuselaje alargado en 46 cm, proporcionando dos asientos adicionales, una cubierta de vuelo EFIS opcional, y una opción de patines o de tren de aterrizaje retráctil de ruedas.
La configuración típica es de diez asientos, incluyendo piloto y copiloto, con ocho pasajeros en la cabina principal detrás de ellos en tres filas de asientos. Se ofrecen disposiciones ejecutivas de seis y de ocho asientos. En el papel de evacuación sanitaria tiene capacidad para uno o dos pacientes en camillas, con cuatro o tres asistentes médicos respectivamente. La capacidad máxima de carga externa es de 1585 kg.

## Operadores

### Militares
Bulgaria
- Fuerza Aérea de Bulgaria: recibió un único Bell 430 en 2000 para su uso como transporte VIP.[5]

 República Dominicana
- Fuerza Aérea Dominicana: 1[6]

 Ecuador
- Armada del Ecuador[7][8]

### Civiles
Estados Unidos
- AirMed[9]
- New York State Police.[10]
- Lee County EMS[11]
- GrandView Aviation[12]
- Louisiana State Police[13]
- Universidad de Míchigan[14]

 República Dominicana
- La compañía privada Aeroambulancia: opera uno como ambulancia aérea.

## Historia operacional
EL Bell 430 entró en servicio en 1996. En 1998 estaban en servicio unos 50 aparatos, con 9000 horas de vuelo acumuladas.
El 3 de septiembre de 1996, los estadounidenses Ron Bower y John Williams batieron el récord de vuelta al mundo en helicóptero con el segundo Bell 430, volando hacia el oeste desde el Reino Unido, tardando 17 días, 6 horas y 14 minutos.

## Accidentes
- El Presidente de Madagascar tiene ocho Bell 430. El 13 de octubre de 2005, dos de estos helicópteros colisionaron entre sí durante una visita del Presidente a Imerin'Imady.[17][18]

- Un Bell 430 perteneciente a Ran Air se estrelló el 3 de agosto de 2008 en Andhra Pradesh cerca Venkatpuram, India. El helicóptero chocó contra una colina en condiciones de mal tiempo.

- El 2 de septiembre de 2009, un aparato del Gobierno de Andhra que llevaba el jefe de ministros Rajasekhara Reddy y a su equipo desde Andhra Pradesh en el sur de la India, se perdió durante un tramo local de bosque. Los restos calcinados se encontraron a la mañana del día siguiente, se había estrellado en las colinas de Nallamala.

## Especificaciones
Referencia datos: Airliners.net,  helicopterdirect.com,  AircraftOne.com

### Características generales
- Tripulación: Dos (pilotos)
- Capacidad: Seis a ocho pasajeros
- Longitud: 15,32 m (fuselaje 13,44 m)
- Diámetro rotor principal: 12,80 m
- Altura: 3,73 m
- Peso vacío: 2406 kg
- Peso máximo al despegue: 4218 kg
- Planta motriz: 2× Turboeje Rolls-Royce 250-C40B.
  - Potencia: 584 kW (783 hp) cada uno.

### Rendimiento
- Velocidad nunca excedida (Vne): 260 km/h
- Alcance: 600 km
- Techo de vuelo: 4450 m (14600 pies)
- Régimen de ascenso: 6,85 m/s (1350 pies/min)
- Techo vuelo estacionario: 3459 m (11350 pies)

## Aeronaves relacionadas

### Desarrollos relacionados
- Bell 222
- Bell 407
- Bell 427

### Aeronaves similares
- Sikorsky S-76
- AgustaWestland AW139
- Eurocopter AS365 Dauphin

### Secuencias de designación
- Secuencia Numérica (interna de Bell): ← 417 - 427 - 429 - 430 - 440 - 445 - 449 →